# باریوروس
باریوروس (انگلیسی: Barreiros) شرکت خودروسازی اسپانیایی است، که در سال ۱۹۵۴ تأسیس شد.